# Chrioloba sectilinea
Chrioloba sectilinea là một loài bướm đêm trong họ Geometridae.